# Frankfurter Straße (Offenbach am Main)
Die Frankfurter Straße ist eine der zentralen Einkaufsstraßen in Offenbach am Main. Sie war bis zum Bau der parallelen Berliner Straße die Hauptverkehrsverbindung zwischen Offenbach am Main und Frankfurt am Main.

## Verlauf
Die knapp 1.500 Meter lange Frankfurter Straße verläuft vom Marktplatz in der Offenbacher Innenstadt in westlicher Richtung bis zur Stadtgrenze Frankfurt, dort setzt sie sich in der Offenbacher Landstraße fort.
Das knapp 400 Meter lange östliche Teilstück zwischen Marktplatz und Kaiserstraße ist als Fußgängerzone ausgewiesen. Hier ist die Frankfurter Straße eine der meistbesuchten Einkaufsstraßen Offenbachs und Standort großer Kaufhäuser. Die Kreuzungen Herrnstraße und Aliceplatz/Stadthof liegen im Bereich der Fußgängerzone.
An der Kreuzung mit der Kaiserstraße macht die Frankfurter Straße in westlicher Richtung einen leichten Knick nach Süden. Ab hier ist die in beide Richtungen mit Kraftfahrzeugen befahrbar und Teil der Kreisstraße 816. Die ursprünglich geschlossen gründerzeitliche Bebauung ist nach Kriegszerstörung und Wiederaufbau stark durch Nachkriegsbauten durchmischt.
Die ersten drei Querstraßen in diesem Bereich sind die Luisen- und Ludwigstraße, die an Offenbachs Zugehörigkeit zum Großherzogtum Hessen erinnern (an dessen ersten Großherzog und Gemahlin Henriette Karoline), sowie die Tulpenhof-/Rödernstraße. In diesem Bereich herrscht eine dichte, geschlossene innerstädtische Bebauung vor. Zwischen Luisen- und Ludwigstraße steht auf der südlichen Straßenseite das Deutsche Ledermuseum.
Das westliche Drittel der Straße, also der Bereich der Querstraßen Körnerstraße, Parkstraße und August-Bebel-Ring/Dreieichring, zeigt den städtebaulichen Charakter des Westends, eines gründerzeitlichen Villenviertels mit großen Gartengrundstücken. In diesem Bereich befindet sich auf der nördlichen Straßenseite der Sitz des Deutschen Wetterdiensts.
Die Stadtgrenze und damit der Wechsel der Straßennamenbezeichnung von Frankfurter Straße in Offenbacher Landstraße liegt etwa 60 Meter westlich des Dreieichrings, ist jedoch im Straßenbild kaum wahrnehmbar. Eine klar ablesbare städtebauliche Zäsur bilden die Trassen der Bahnstrecke Frankfurt–Göttingen (in Hochlage) und der A 661 (in Tieflage), die 100 bis 300 Meter weiter westlich auf Frankfurter Gebiet den Straßenverlauf kreuzen.

## Verkehr

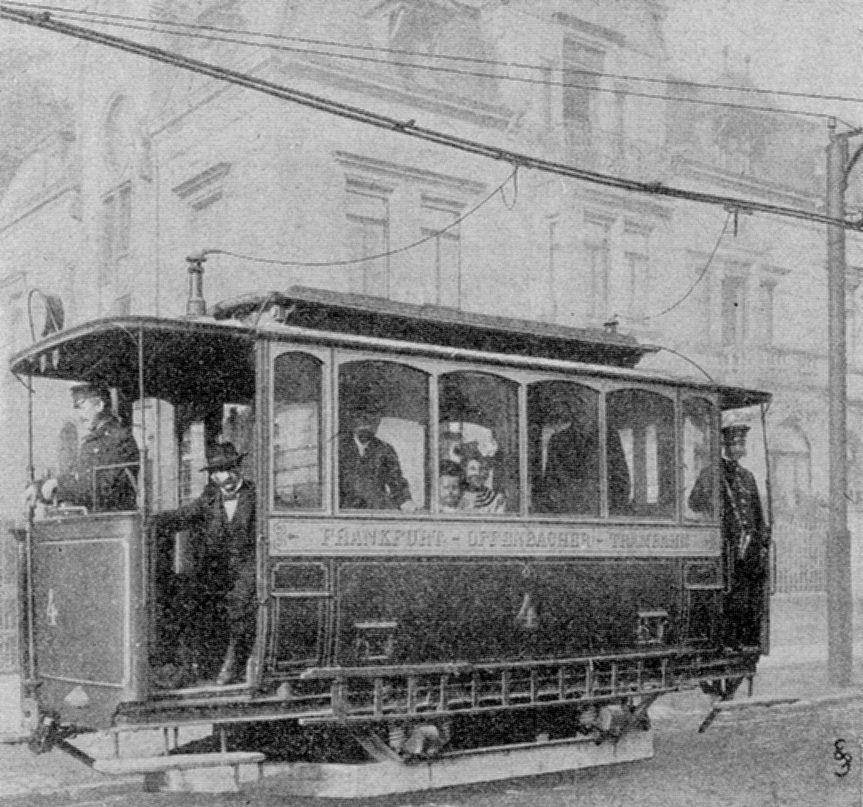
Die Frankfurt-Offenbacher Trambahn-Gesellschaft verband schon 1884 Offenbach und Frankfurt

Die Frankfurter Straße ist eine wichtige Verbindungsstraße zwischen den Stadtzentren von Frankfurt und Offenbach.
Bereits 1884, auf Bestreben von Offenbacher Geschäftsleuten hin, fuhr hier die meterspurige Frankfurt-Offenbacher Trambahn-Gesellschaft als eine der ersten elektrischen Straßenbahnen Deutschlands. 1906 wurde die Strecke von der städtischen Straßenbahn Offenbach am Main übernommen und auf Normalspur umgestellt. Bis 1996 verkehrte sie als Linie 16, die gemeinsam mit der städtischen Straßenbahn Frankfurt am Main betrieben wurde. Ab 1967 verkehrten ausschließlich Frankfurter Straßenbahnfahrzeuge in Offenbach.
Da die Einkaufsmöglichkeiten in Offenbach für die Bewohner Oberrads günstiger zu erreichen sind als die in der Frankfurter Innenstadt, ist der Verkehr der Einkaufspendler von Oberrad nach Offenbach entsprechend stark.
Bis 1996 führte die Straßenbahnlinie 16 als letzte Strecke der Straßenbahn Offenbach durch die Frankfurter Straße bis in die Offenbacher Fußgängerzone. Nach Inbetriebnahme der S-Bahn-Strecke durch den City-Tunnel Offenbach im Jahr 1995 wurde die letzte Offenbacher Straßenbahnlinie 16 stillgelegt. Die Linie 16 endet an der Stadtgrenze zu Offenbach, den Nahverkehr in Offenbach übernehmen Busse der Offenbacher Verkehrsbetriebe.

## Geschichte

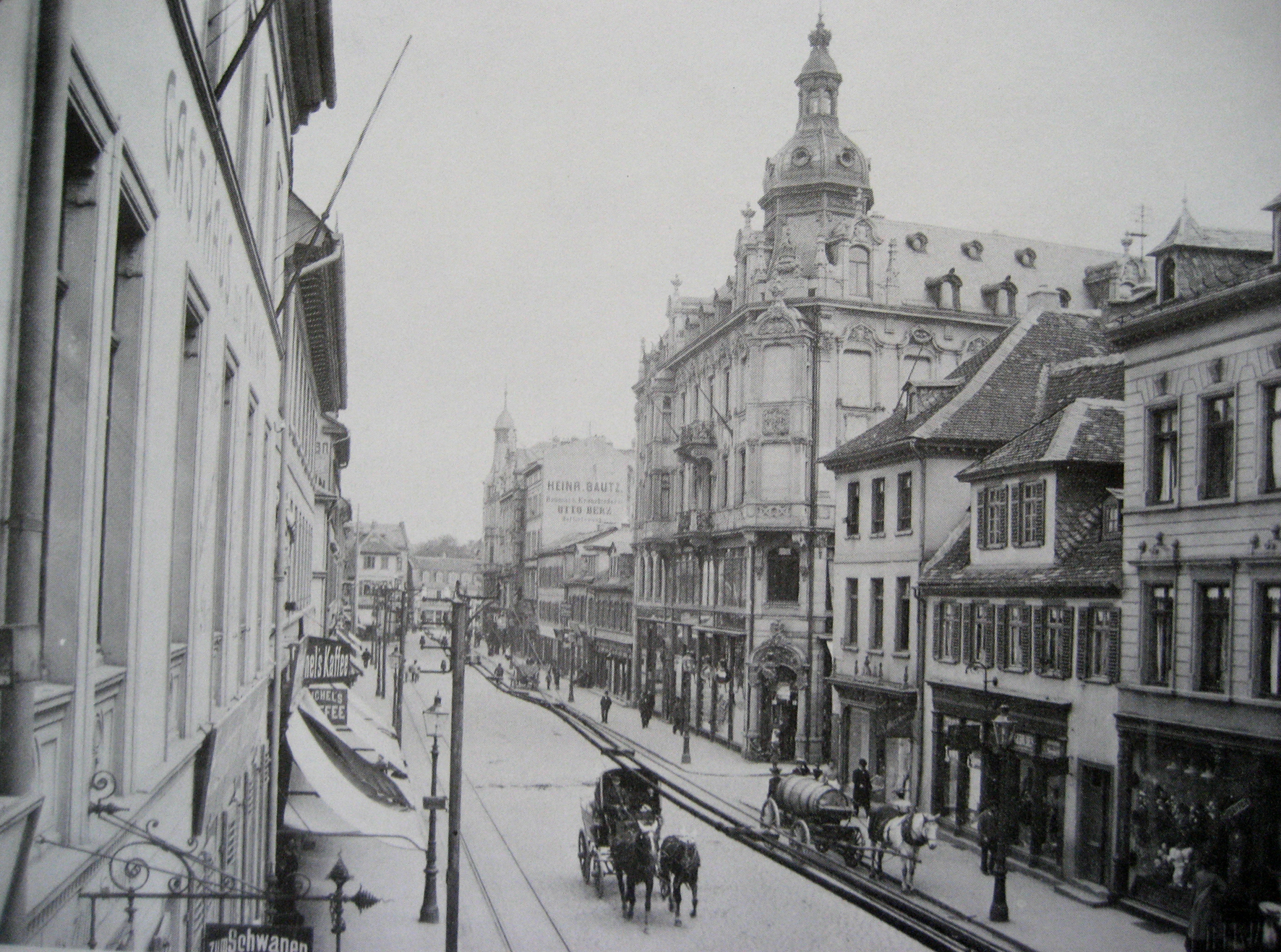
Die Frankfurter Straße um 1900

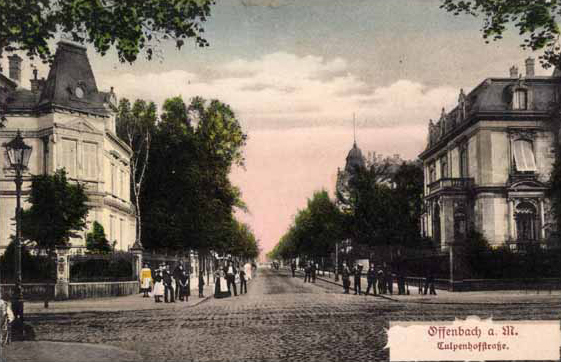
Die Tulpenhofstraße von der Frankfurter Straße aus (1907), diese Situation ist bis heute baulich unverändert

Eines der ältesten erhaltenen Häuser ist das Haus Nr. 44 von 1734. Im 19. Jahrhundert entstand am westlichen Ende der Straße das Offenbacher Westend als Stadterweiterung mit vielen großbürgerlichen Villen.
Die ehemalige Kaiser-Friedrich-Quelle, seit 1888 staatlich anerkannte Heilquelle, errichtete in der Frankfurter Straße einen Kurbetrieb mit Trinkkuranlage und Kurpark.
In Höhe des Aliceplatzes stand das „Stadthaus“ an der Frankfurter Straße. Hier residierten die Isenburger, nachdem ihnen das Schloss zu unwohnlich geworden war. Heute öffnet sich hier der Zugang zum Stadthof und dem Rathaus.
Das klassizistische Speicherhaus wurde in den 1930er Jahren zum Deutschen Ledermuseum umgebaut. In den 1950er Jahren ließ sich der Deutsche Wetterdienst an der Frankfurter Straße nieder und ließ ein architektonisch bedeutsames Gebäude nach Plänen von Paul Friedrich Posenenske erbauen, welches jedoch in den Jahren 2005 bis 2008 durch einen Neubau ersetzt wurde.
Der Gebäudekomplex Frankfurter Straße 56–60 wurde in den 1950er Jahren als Geschäftsgebäude mit dem Namen Europa-Haus errichtet. An dieser Stelle befand sich bis 1930 die Firma Eduard Hirsch Posen, Offenbachs älteste Lederwarenfabrik und das ihr gehörende Grand Hotel Darmstädter Hof. Der Neubau der 1950er Jahre ist heute verkleidet, die ehemalige Tankstelle im Komplex wurde später zu einem eingeschossigen Supermarkt umgebaut. An die Wirtschaftswunderzeit erinnert die von Fritz Reichard entworfene und 1952–1954 errichtete Walter-Passage, benannt nach dem Möbelhaus von Ludwig Walter, welches sich hier bis in die 1960er befand.
Die parallel verlaufende Berliner Straße übernahm ab den 1950er Jahren die Funktion der überregionalen Verbindungsstraße. Seit 1995 verläuft dort die S-Bahn im City-Tunnel Offenbach.
An der Stadtgrenze liegt der Dreieich-Park mit altem Baumbestand und einigen Betonpavillons, die anlässlich der hessischen Landes-Gewerbeausstellung von 1879 errichtet wurden.

## Einzelhandel

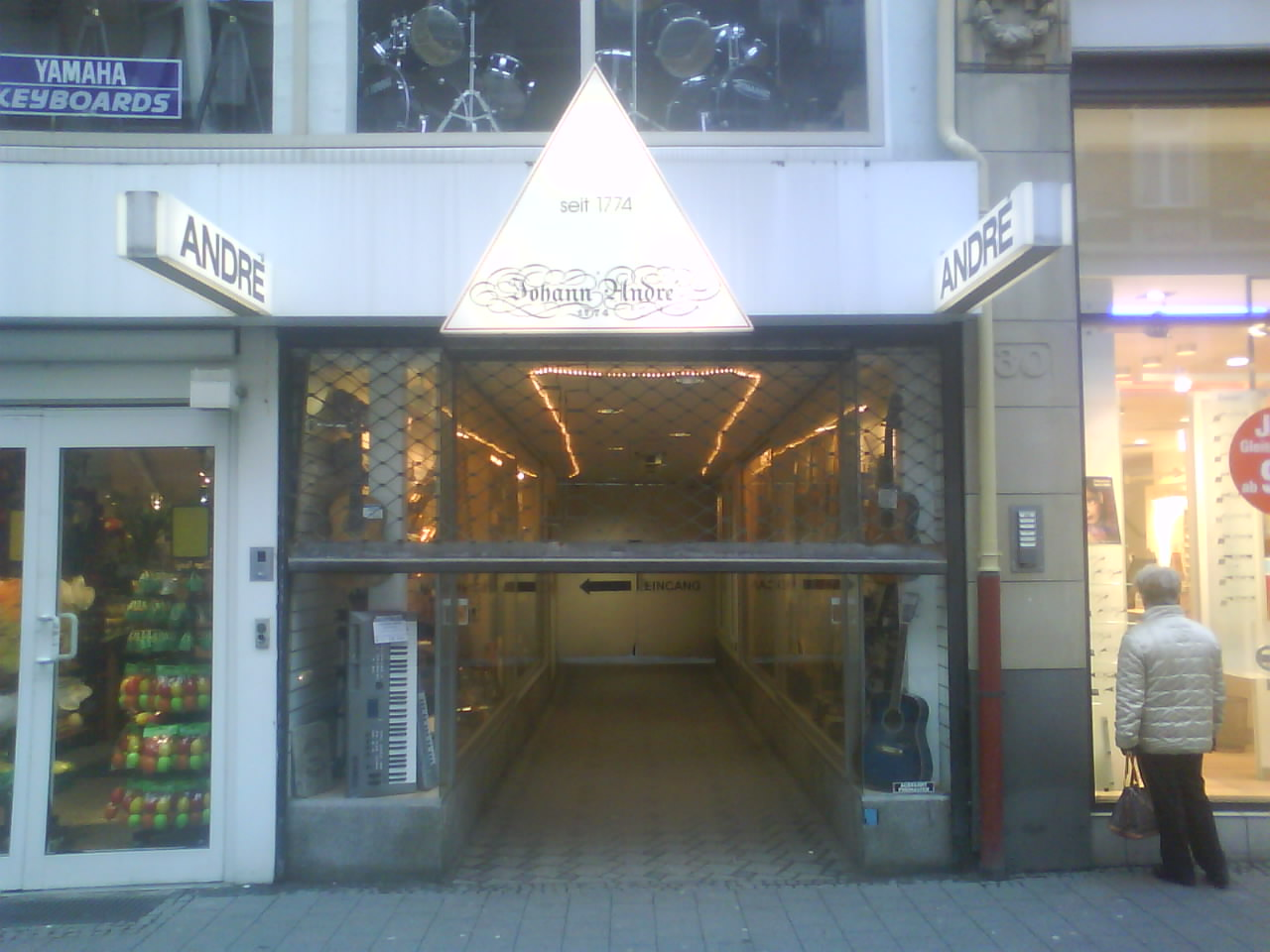
Das Musikhaus André

Das östliche Ende der Frankfurter Straße ist eine Fußgängerzone und eine zentrale Einkaufsstraße. Hier befinden sich neben einigen großen Kaufhäusern wie dem traditionsreichen Modehaus Schneider zahlreiche Einzelhandelsgeschäfte, darunter das Musikhaus André und der Musikverlag Johann André mit seinem umfangreichen Musikarchiv.
Über viele Jahre befand sich das traditionsreiche Bekleidungsgeschäft Hassert an der Ecke Frankfurter Straße/Aliceplatz im Altfürstin-Haus, einem Gebäude aus der Hugenottenzeit mit Mansarddach. Mittlerweile befindet sich darin ein SB-Backshop, nachdem  sich dort über mehrere Jahre eine Bankfiliale befand. Ein Teil der Verkaufsstände des Offenbacher Weihnachtsmarktes, der sich vom Stadthof über die Herrnstraße zur Frankfurter Straße ausdehnt, finden hier Platz.
Der westliche Teil der Fußgängerzone ist in den letzten Jahren von abnehmender Kundenfrequenz bedroht, einige Geschäftslokale konnten keine Mieter mehr finden. In der Stadt wird daher intensiv über eine durchgreifende Revitalisierung des gesamten Fußgängerabschnitts der Frankfurter Straße diskutiert.

## Gebäude (von Westen nach Osten)

Gebäude entlang der Frankfurter Straße
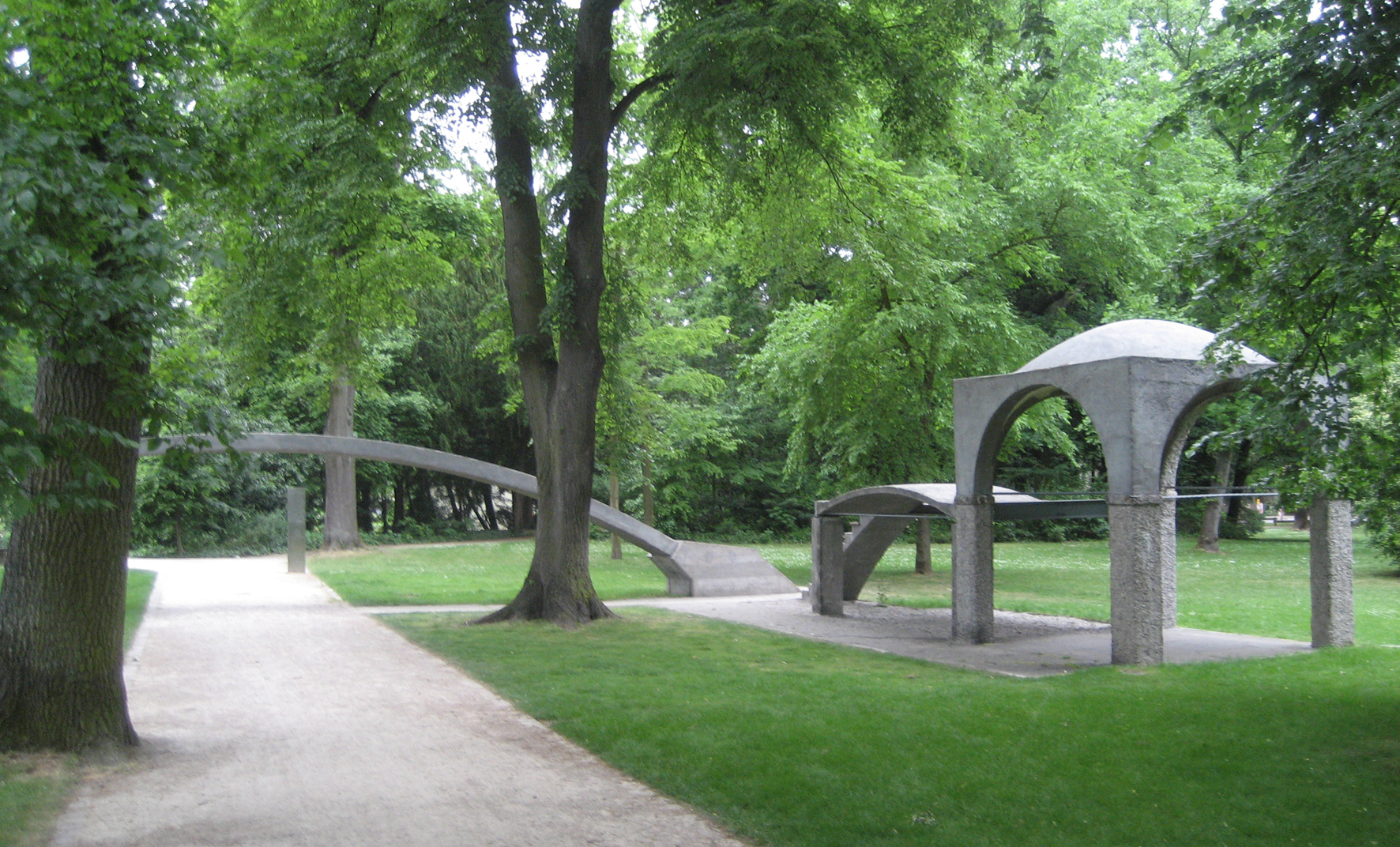
Dreieichpark
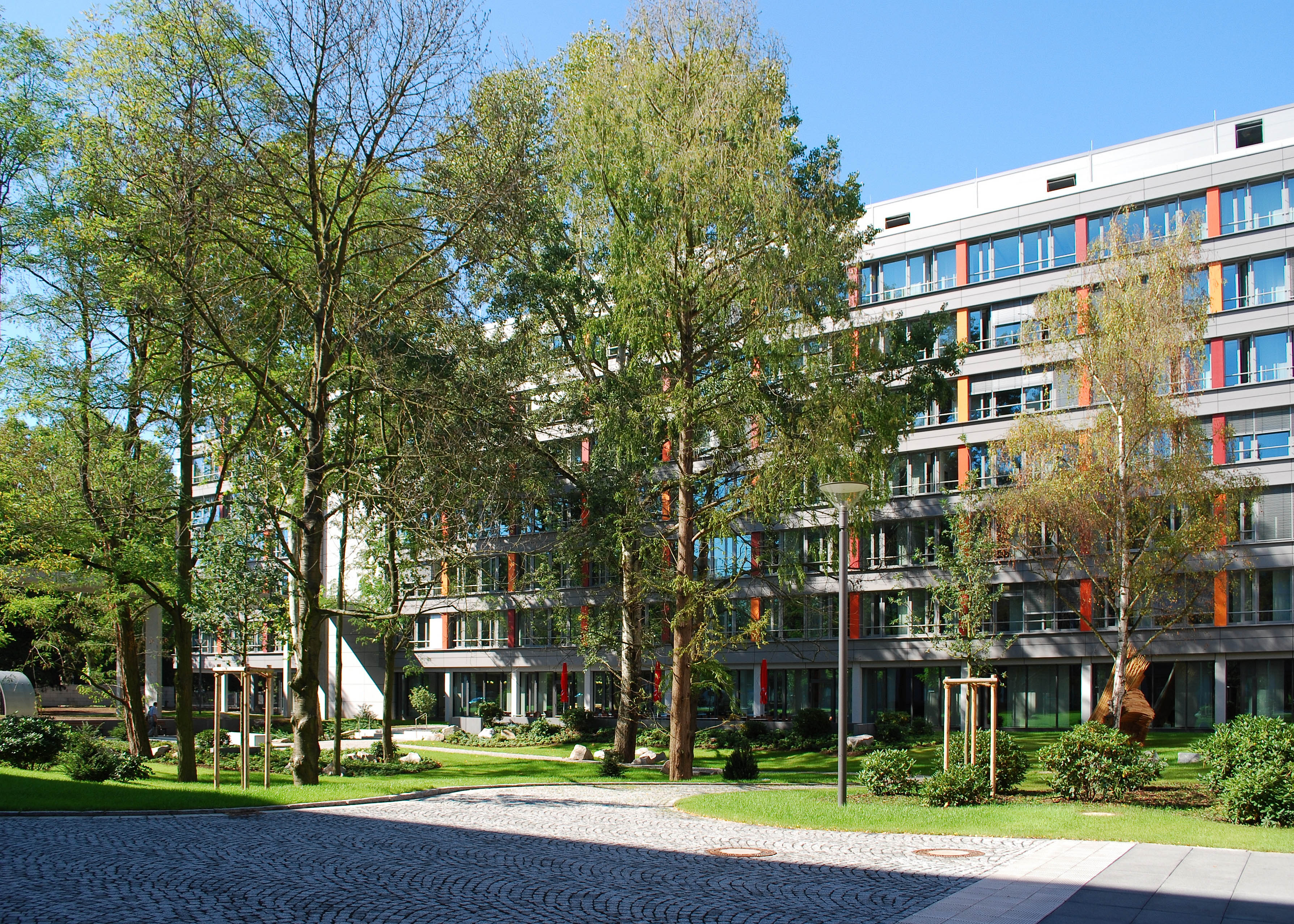
Deutscher Wetterdienst
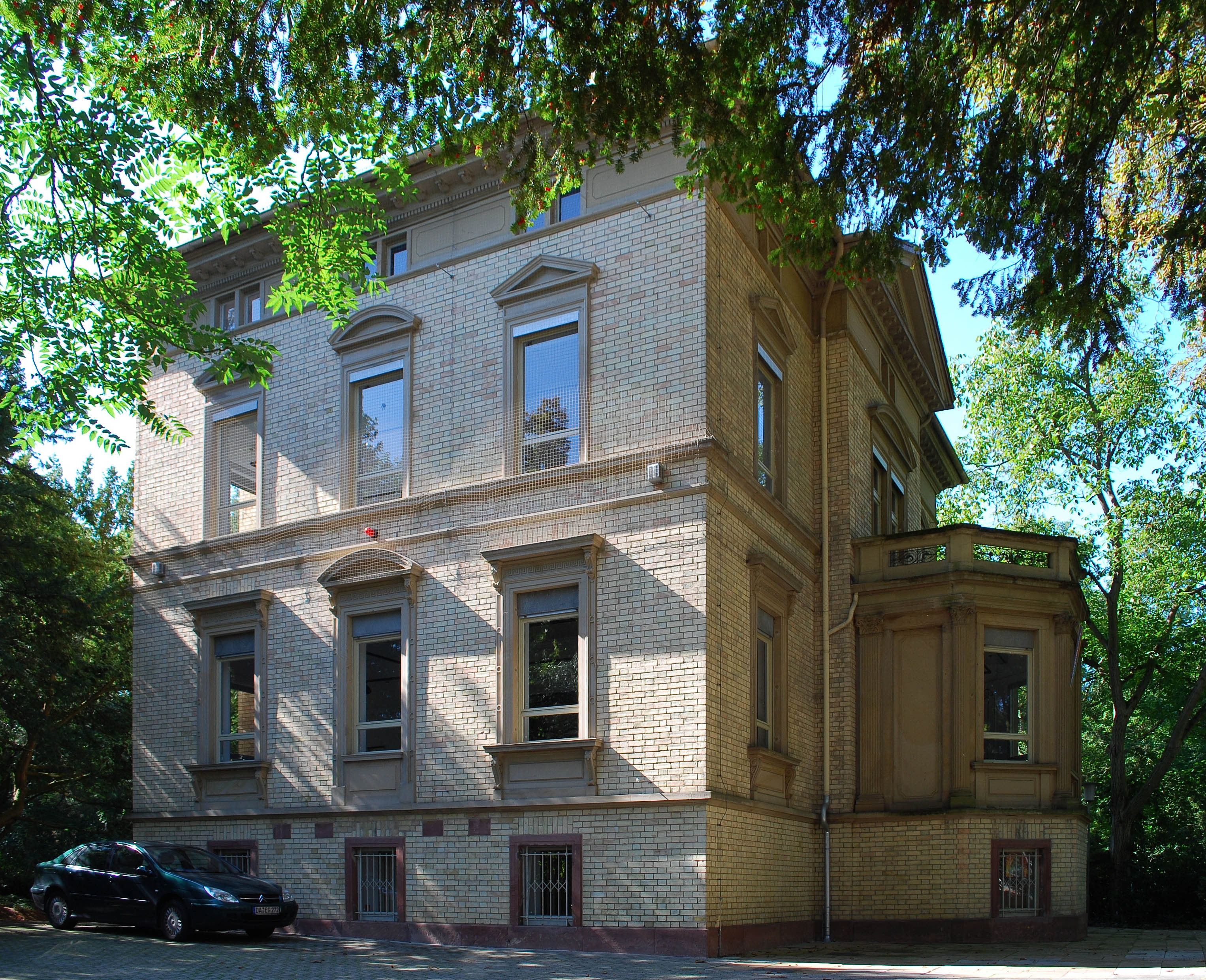
Villa Jäger
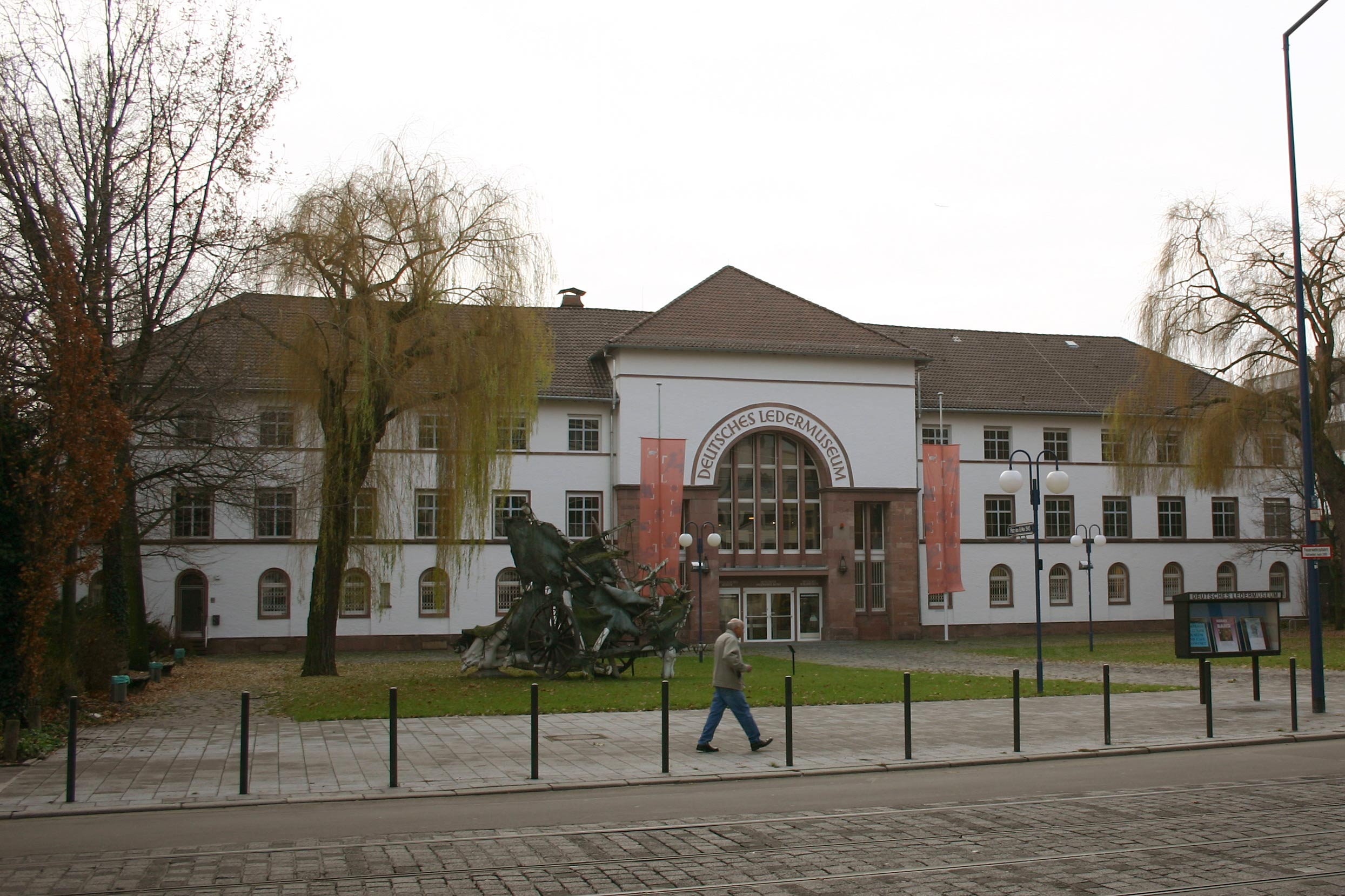
Deutsches Ledermuseum
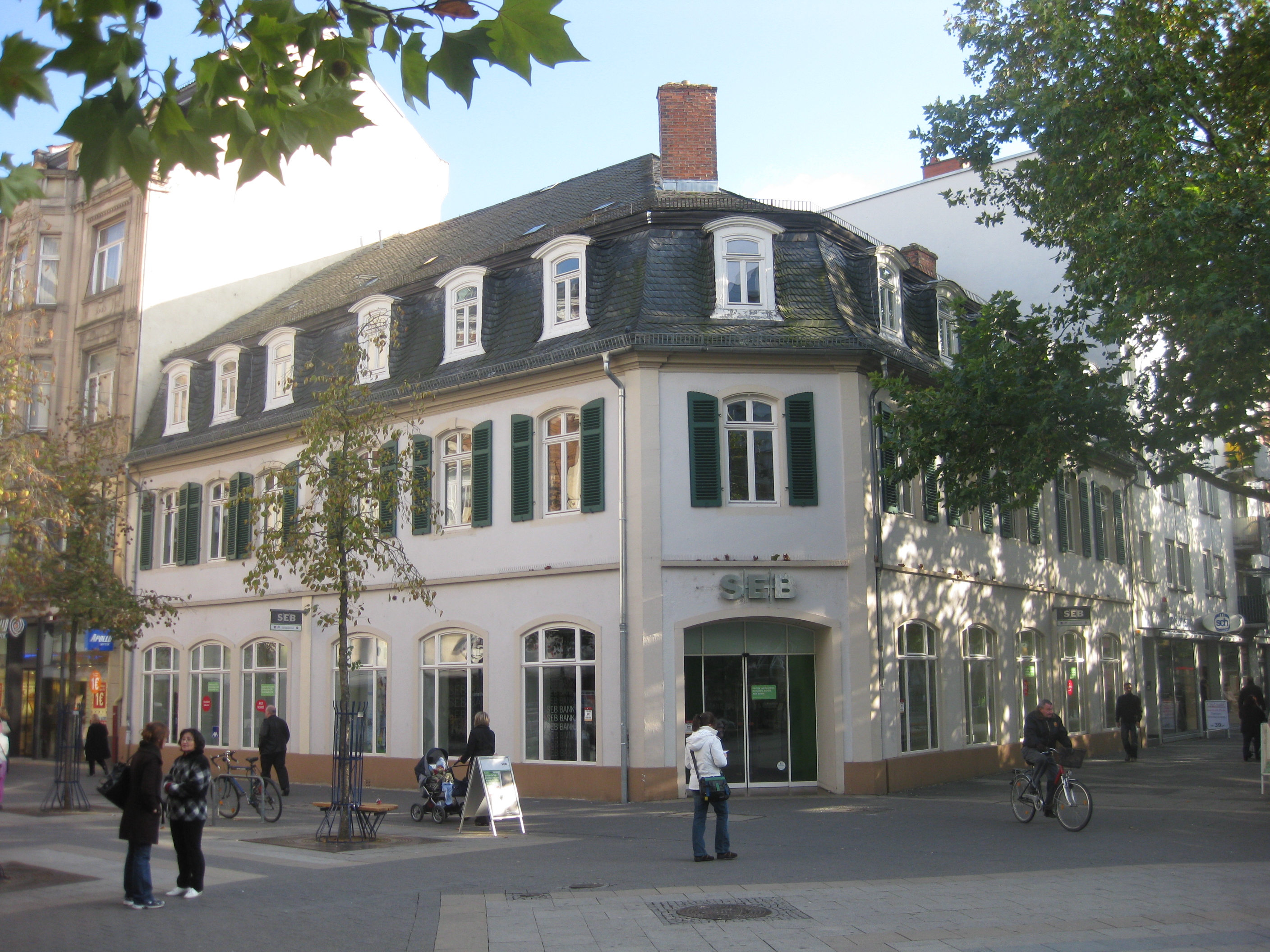
Altfürstin-Haus
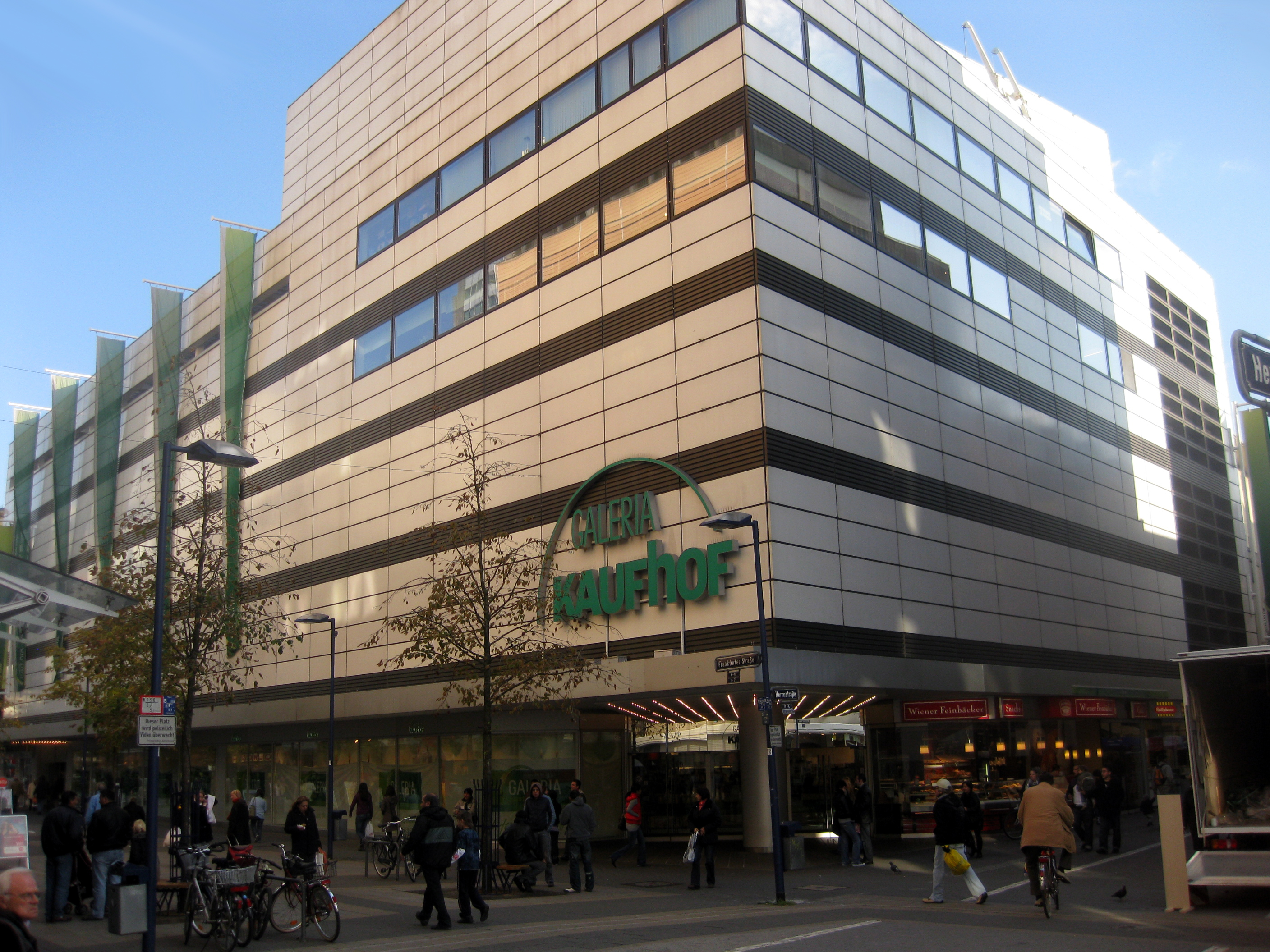
Kaufhof
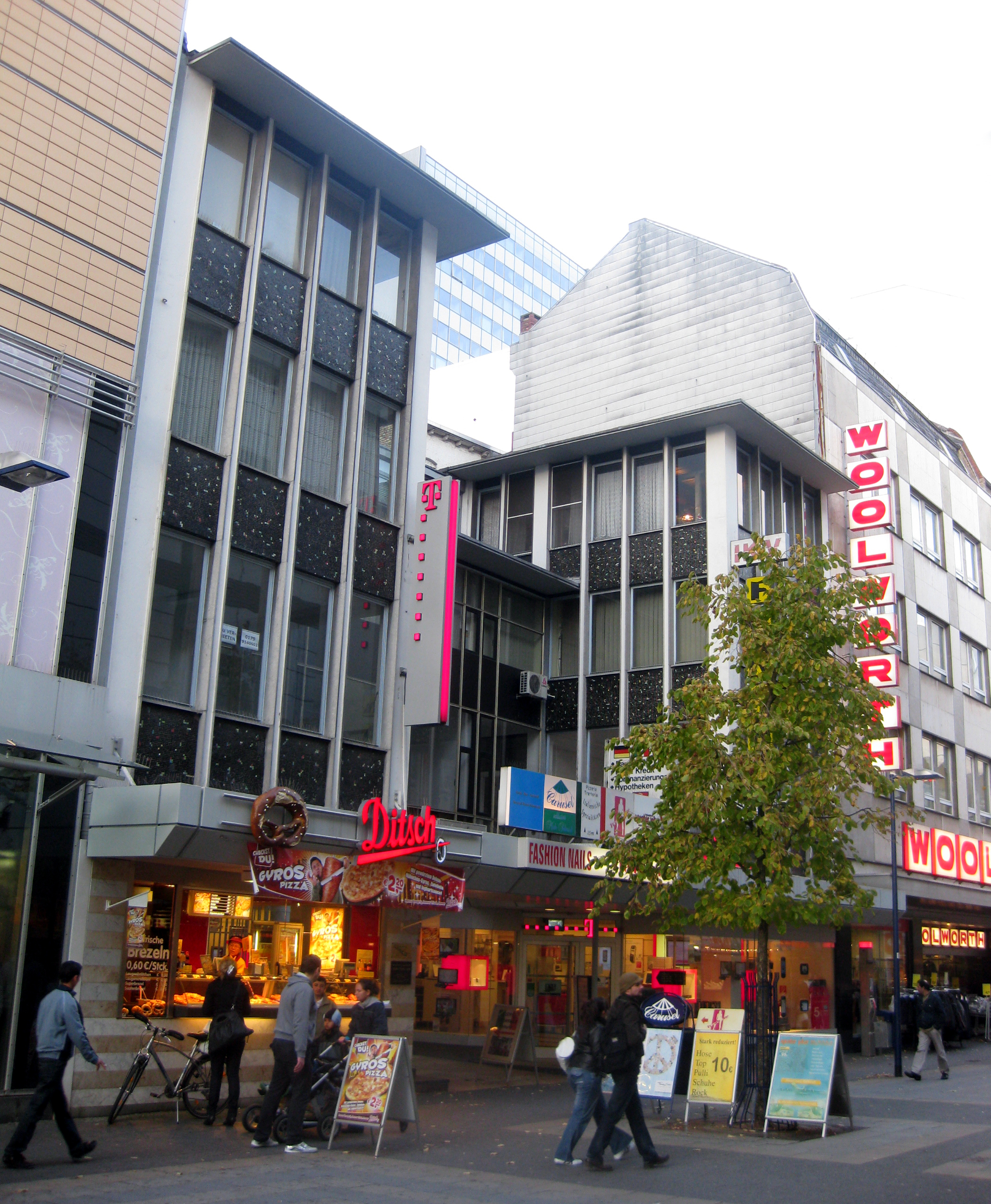
Walter-Passage